# Аличурский район
Аличурский район — административно-территориальная единица в составе Горно-Бадахшанской автономной области, существовавшая в 1942—1947 годах. Площадь района по данным 1947 года составляла 12,6 тыс. км².
Аличурский район был образован в составе Горно-Бадахшанской АО 24 сентября 1942 года. В его состав вошли 4 аульных совета, выделенные из Мургабского района — Аличурский, Кзыл-Рабатский, Учкульский и Шиш-Тюбинский.
24 марта 1947 года Аличурский район был упразднён, а его территория включена в Мургабский район.